# سنوسرت (وزير)
كان سنوسرت مسؤولًا مصريًا قديمًا، فهو كان وزيرًا خلال السنوات الأخيرة من حكم الملك س-ن-وسرت الأول و السنوات الأولى من حكم الملك أمن-م-حات الثاني. و تم التعرف على سنوسرت من لوحة تم العثور عليها في أبيدوس، يعود تاريخها إلى السنة الثامنة للملك أمن-م-حات الثاني. كما ظهر أيضاً في نقوش السيرة الذاتية التي في قبر الحاكم أمن-م-حات في بني حسن، التي تشير إلى أنه كان في مهمة إلى قفط. كما يشير النقش إلى أحداث وقعت تحت حكم س-ن-وسرت الأول.
إن سنوسرت له مجمع جنائزي ضخم بجوار هرم أمنمحت الأول في الليشت . و كانت توجد هناك مصطبة في مركز هذا المجمع يبلغ حجمها حوالي 12 م × 26 م إلا أن أجزاء كثيرة منها قد أصابها الدمار. تم العثور على هذه المنشأة داخل جدار مصنوع من الطوب اللبن طوله 30.4 م × 35.8 م. لم يتبقى من زخرفة المصطبة إلا شظايا صغيرة، إلا أنها تكشف عن اسم Senusret وبعض ألقابه، التي يشملها ما هو متعلق بمنصب الوزير. و تم العثور داخل المجمع على بئر دفن للسيدة Senebtisi لم تصيبه أعمال النهب.

## المؤلفات
- جيمس ألين: كبار المسؤولين في المملكة الوسطى المبكرة. في: N. Strudwick ، J. Taylor (Hrsg. ): مقبرة طيبة. لندن 2003 ، ص.   25
- ديتر أرنولد: عمارة مقبرة المملكة الوسطى في ليشت. نيويورك 2008 ، ص.   77-82 ، رجاء. 146 ب ، 147-158 ، (ردمك 978-1-58839-194-0)